# Coronavirus umano 229E
Il coronavirus umano 229E (HCoV-229E) è una specie di coronavirus che infetta l'uomo e i pipistrelli. La specie appartiene al genere Alphacoronavirus ed è l'unica del sottogenere Duvinacovirus.
È un virus a RNA avvolto a senso positivo, a singolo filamento, che entra nella sua cellula ospite legandosi al recettore APN.
Insieme al coronavirus umano OC43 è uno dei virus responsabili del raffreddore comune, ed è uno dei sette coronavirus umani (che includono HCoV-NL63, HCoV-OC43, HCoV-HKU1, MERS-CoV, SARS-CoV-1 e SARS-CoV-2) distribuiti a livello globale.

## Trasmissione
HCoV-229E si trasmette attraverso le goccioline respiratorie e i fomiti.

## Sintomi
HCoV-229E è associato a una serie di sintomi respiratori, che vanno dal comune raffreddore agli esiti ad alta morbilità come la polmonite e la bronchiolite. Tuttavia, tali esiti di morbilità così elevata sono sempre osservati in casi con coinfezione con altri agenti patogeni respiratori con un'unica eccezione segnalata; sebbene l'infezione con 229E da solo sia quasi esclusivamente associata a malattia asintomatica o lieve, ad oggi esiste un singolo caso clinico pubblicato di infezione da 229E che ha causato la sindrome da distress respiratorio acuto (ARDS) in un paziente altrimenti sano, senza coinfezione rilevabile con un altro patogeno. HCoV-229E è anche uno dei coronavirus più frequentemente codificati con altri virus respiratori, in particolare con il virus respiratorio sinciziale umano (HRSV). Tuttavia i virus sono stati rilevati in diverse parti del mondo in diversi periodi dell'anno.